# Алфред фон Валдерзе
Алфред Хайнрих Карл Лудвиг фон Валдерзе (на немски: Alfred Heinrich Karl Ludwig von Waldersee, * 8 април 1832 в Потсдам, † 5 март 1904 в Хановер) е граф фон Валдерзе, немски офицер и пруски генерал-фелдмаршал.
Той командва войска в Хановер, от 1888 до 1891 г. е шеф на големия генерален щаб и през 1900 г. главнокомандващ на мултинационален военен контингент, изпратен в Пекин за потушаване на китайското „боксерско въстание“.

## Биография
Граф Валдерзе е внук на граф Франц фон Валдерзе (1763 – 1823), извънбрачен син на княз (от 1806 г. херцог) Леополд III фон Анхалт-Десау от връзка с Йоханна Елеонора Хофмайер. Той е петият от шестте деца на пруския генерал на кавалерията Франц Хайнрих фон Валдерзе (1791 – 1873) и съпругата му Берта фон Хюнербайн (1799 – 1859).
През 1850 г. той става лейтенант, по време на немската война 1866 г. e адютант в кралската пруската главна кавартира, става майор. През 1870 г. той е военно аташе на пруското посолство в Париж. През немско-френската война 1870/1871 г. е адютант на краля и става генералщабшеф на войската на великия херцог Фридрих Франц II. През 1871 г. той е отново дипломат на Германския райх в Париж. През 1873 г. Валдерзе е щабшеф на X. Армее-Корп в Хановер.
През 1874 г. той се жени в Лаутенбах за богатата американка Мари Естер Лее, княгиня фон Ноер, вдовица на княз Фридрих Емил Август фон Шлезвиг (1837 – 1914).
През 1888 г. при кайзер Вилхелм II става шеф на генералния щаб до 1891 г. През 1898 г. той е генералинспектор на III. Армее-инспекцион в Хановер, 1900 г. става генерал-фелдмаршал.
През 1900/1901 г. той получава главното командване на европейските интервенционни трупи за потушаване на боксерското въстание в Китайската империя (есента 1899 до 7 септември 1901 г.).
При пристигането му през септември 1900 г. Пекин е вече завладян и той поема ролята на окупационен офицер.
След завръщането му от Китай през 1901 г. той става отново генералинспектор на III. Армее-инспекцион в Хановер и умира през 1904 г. Той е награден с няколко ордена.

## Галерия
- Алфред граф фон Валдерзе на изпратена 1901 г. пощенска картичка
- Алфред Валдерзе пред резиденцията си в Китай по време на боксовото въстание
- Валдерзе в Китай
- Валдерзе-паметник в Хановер